# IC 1827
IC 1827 је спирална галаксија у сазвјежђу Кит која се налази на листи објеката дубоког неба у Индекс каталогу.
Деклинација објекта је + 1° 33' 30" а ректасцензија 2h 39m 46,4s. Привидна величина (магнитуда) објекта IC 1827 износи 13,7 а фотографска магнитуда 14,6. IC 1827 је још познат и под ознакама UGC 2152, MCG 0-7-75, CGCG 388-89, PGC 10087.